# Inmovilización de anticuerpos
Los anticuerpos inmovilizados se han visto en muchas técnicas analíticas y de purificación como lo son lo es en un inmunoensayo, cromatografía de inmunoafinidad, biosensores, esto se debe a que los anticuerpos cuentan con una alta especificidad y sensibilidad a un antígeno en particular. La inmovilización de los anticuerpos en una fase sólida se realiza adhiriendo la región Fc la cual no cuenta con el sitio de reconocimiento al antígeno, la región encargada de detectar al antígeno es la región Fab del anticuerpo, en la literatura se pueden encontrar una gran cantidad de métodos para la unión de un anticuerpo a una fase sólida pero se importante seleccionar aquel método que mejor se adapte para la aplicación que se desee obtener.

## Características
El anticuerpo debe ser unido de una manera estable y difícil de romper a la fase sólida (soporte), la inmovilización correcta de un anticuerpo es de suma importancia en todos los métodos que los emplean, un caso particular para la cromatografía de inmunoafinidad si el anticuerpo no cuenta con una unión estable puede liberarse junto con su antígeno obteniendo una muestra impura.
Otra característica de suma importancia es la orientación del anticuerpo, pues como ya se ha mencionado antes es necesario que el anticuerpo tenga libre las regiones Fab las cuales detectaran al antígeno, en otras palabras mientas más expuesta esté esta región, se tendrá una mejor captura del antígeno.

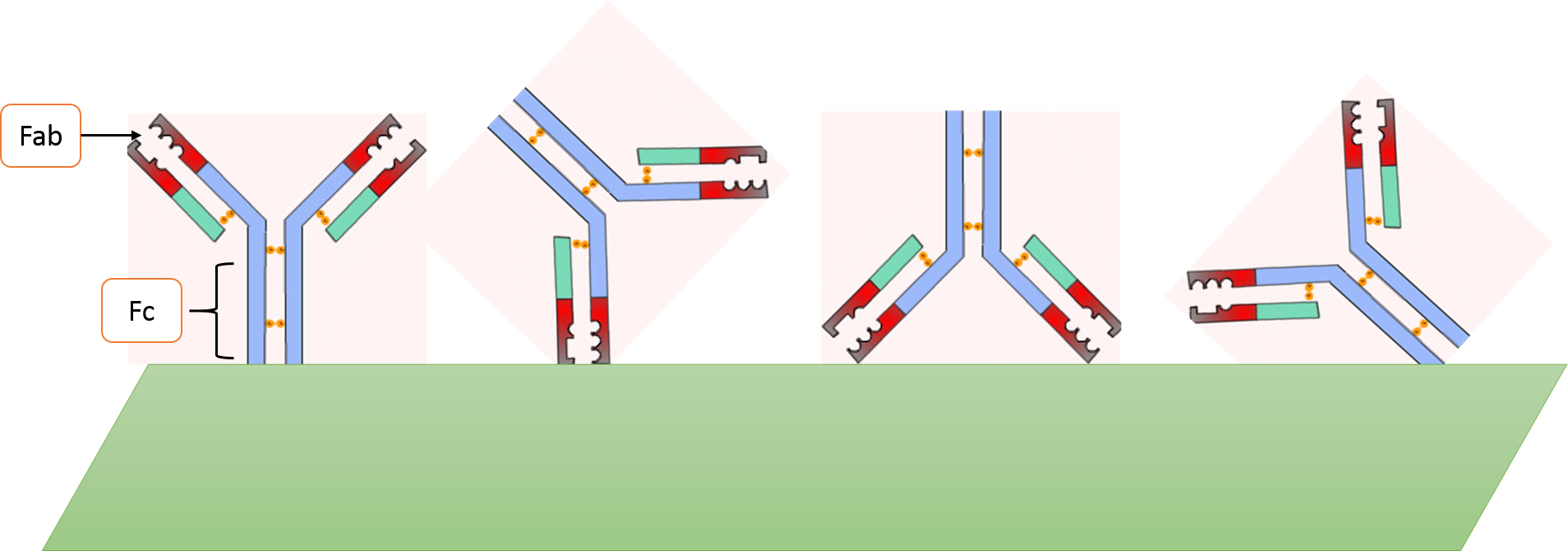
Se muestra como la orientación de los anticuerpos al soporte (matriz) puede ser variada dependiendo el método que sea elegido para inmovilizarlo.

## Soportes
Los soportes o matriz son las fases sólidas a las que se une el anticuerpo y para darles este tipo de uso es necesario que se encuentren de forma activa, es decir se encuentran provistos de un brazo espaciador el cual es generado por una reacción química en la que se induce en la matriz ciertos grupos funcionales altamente reactivos, lo que mejora el anclamiento al antígeno. La matriz más usada para la unión de un anticuerpo es la agarosa, pero a lo largo del tiempo se ha trabajado con otras matrices de distinta naturaleza a los cuales se le pueden unir los anticuerpos,  dividiéndolas en 3 categorías:
1. Materiales inorgánicos: vidrio, sílica, acero, arena.
2. Polímeros orgánicos sintéticos generalmente hidrofóbicos: lo es el poliestireno.
3. Polímeros orgánicos naturales principalmente hidrofílicos: agarosa, celulosa, almidón.